# ماهوا دابرا هاریپورا
ماهوا دابرا هاریپورا (به انگلیسی: Mahua Dabra Haripura) یک منطقهٔ مسکونی در هند است که در بخش ادهم سینگ‌نگر واقع شده‌است. ماهوا دابرا هاریپورا ۶٬۱۱۰ نفر جمعیت دارد.